# Тягові розрахунки
Тягові розрахунки (англ. calculation of tractive characteristics)  – розрахунки тягових характеристик механічних транспортних засобів. Складаються з визначення сил, що діють на поїзд (сили тяги локомотива, сил опору руху поїзда, гальмівних сил); складання і розв’язання рівняння руху поїзда під дією прикладених до нього сил. Розраховуються маси поїздів, визначається тривалість ходу поїздів по виробках та дільницях шахти, вирішуються задачі гальмування. Визначаються витрати ел. енергії, повітря, палива. 